# Burbacher Bach

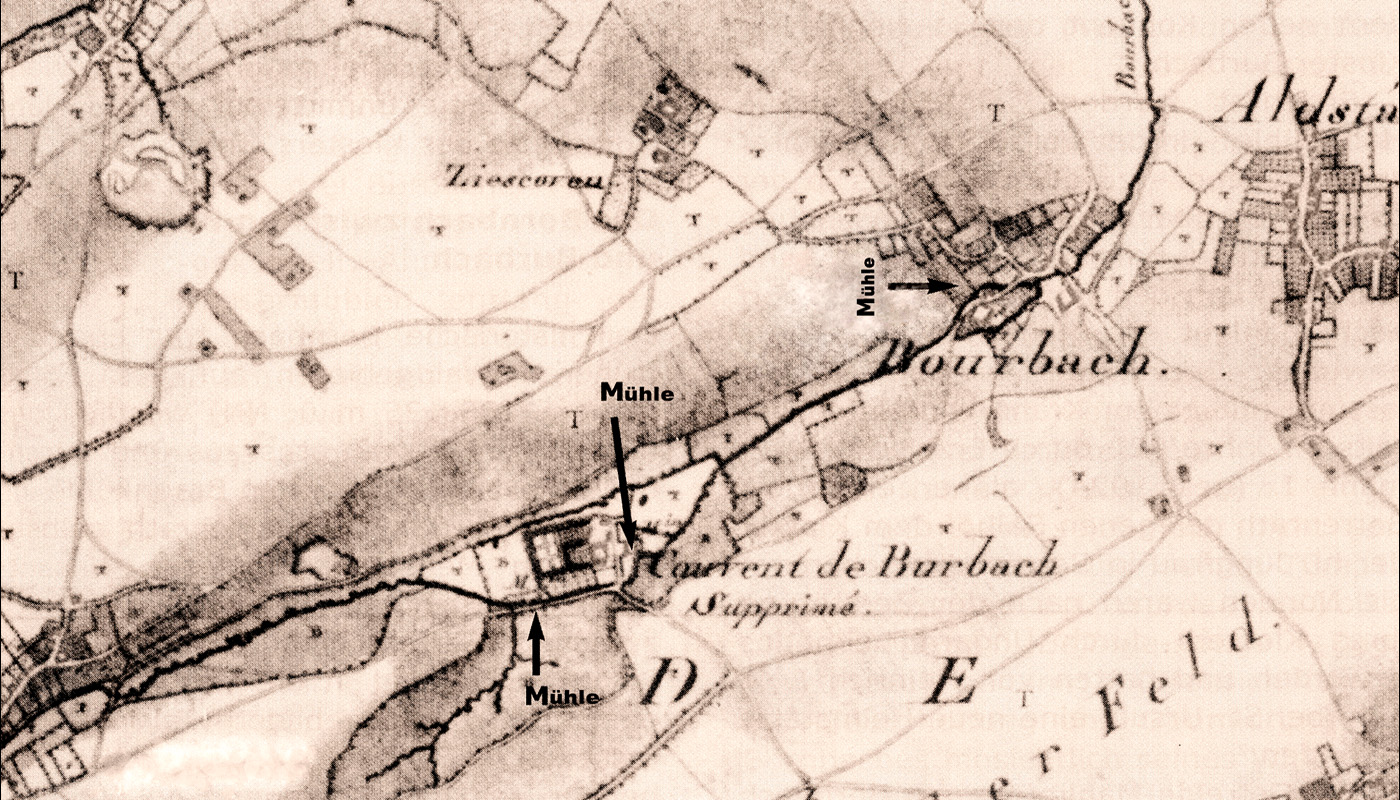
Karte-Tranchot-1807 mit drei Mühlen am Burbacher Bach.

Der Burbacher Bach (auch Bornbach oder kurz Burbach genannt) ist ein Bach in Hürth im Vorgebirge westlich von Köln. Er ist der Oblerlauf des Stotzheimer Bachs. Vor Beginn des Braunkohletagebaus entsprang er im Westen des historischen Berrenrath. An dem Bach wurden früher drei Mühlen betrieben.
Heute entspringt der Burbacher Bach dem Hürther Waldsee in der Nähe des Klosters Burbach. Er durchläuft Burbach und wird beim Übergang zwischen Burbach und Stotzheim zum Stotzheimer Bach. Dieser mündete ursprünglich im Duffesbach, heutzutage jedoch am Westrand von Stotzheim in den Kölner Randkanal. Der noch über weite Strecken naturnahe Bachverlauf des Burbacher Bachs wird als Geschütztes Biotop eingestuft. Der Großteil des Bachverlaufs ist als paralleler Wanderweg begehbar.